# Rhinella ocellata
Espèce
Synonymes
- Bufo ocellatus Günther, 1858

Statut de conservation UICN

 LC  : Préoccupation mineure
Rhinella ocellata est une espèce d'amphibiens de la famille des Bufonidae.

## Répartition
Cette espèce est endémique du biome du Cerrado au Brésil. Elle  se rencontre à Januária au Minas Gerais, à Cocalinho au Mato Grosso, sur l'île de Bananal au Tocantins et dans la Serra do Cachimbo au Pará entre 200 et 1 500 m d'altitude.

## Publication originale
- Günther, 1858 : Catalogue of the Batrachia Salientia in the collection of the British Museum (texte intégral).